# 蘇侃
蘇 侃（そ かん、427年 - 479年）は、南朝宋から斉にかけての官僚・文人。字は休烈。本貫は武邑郡。

## 経歴
蘇端の子として生まれた。はじめ宋の長城県令に任じられた。泰始2年（466年）、薛安都が反乱を起こすと、蘇侃は召し出されてその府参軍となり、書記をつかさどった。薛安都が北魏に降ると、蘇侃は脱走して宋に帰国した。積射将軍の号を受けた。淮上にいた蕭道成と出会い、これを頼った。蕭道成が淮陰に駐屯すると、蘇侃は冠軍録事参軍となった。張永・沈攸之らが北魏に敗れて、宋が淮北を失陥すると、蕭道成は1000人に満たない手勢で北の前線に派遣され、蘇侃はこれに従った。兵営にあること長く、蕭道成の心もすさんだので、蘇侃は「塞客吟」を作ってさとした。
元徽元年（473年）、巴西の李承明が反乱を起こすと、蘇侃は蕭道成の命で諸軍を慰労するために派遣された。帰還すると羽林監に任じられ、建武将軍の号を加えられた。元徽2年（474年）、桂陽王劉休範が反乱を起こすと、蘇侃は蕭道成の命で平南録事となり、軍主を兼ね、新亭に駐屯し、金銀を諸将に分配した。劉休範の乱が鎮圧されると、蘇侃は歩兵校尉に任じられ、綏虜将軍・山陽郡太守として出向した。龍驤将軍に進み、前軍将軍の号を受けた。昇明元年（477年）、沈攸之が反乱を起こすと、蘇侃は蕭道成の下で游撃将軍の号を受け、驃騎咨議・領録事となった。黄門郎に任じられ、太尉咨議となった。
蘇侃は長らく蕭道成に仕えて、その起居の記録を残しており、丘巨源とともに『蕭太尉記』を編纂した。功績により新建県侯に封じられた。昇明3年（479年）、斉国が建てられると、黄門郎となり、射声校尉を兼ねた。同年（建元元年）、蕭道成が皇帝に即位すると、蘇侃は『聖皇瑞命記』1巻を編纂して献上した。同年のうちに死去した。享年は53。輔国将軍・梁南秦二州刺史の位を追贈された。諡は質侯といった。

## 伝記資料
- 『南斉書』巻28 列伝第9
- 『南史』巻47 列伝第37